# Намаруну
Намаруну (англ. Namarunu) — щитовой вулкан, расположенный в Великой рифтовой долине в Кении.

## География
Намаруну расположен в долине Сугута, части кенийской Великой рифтовой долины к югу от озера Туркана. Вулкан расположен на западной стороне рифтовой долины, образует широкий щит. Большая базальная часть имеет глубину около 200 м и состоит из трахитовой лавы, брекчии и вулканического туфа. Несколько тысяч лет назад вся долина Сугута была заполнена озером, однако в результате изменения местного климата на более засушливый в настоящее время только в северной части долины находится небольшое озеро Логипи. Некоторые из поздних конусов на дне рифтовой долины и на восточной стороне рифта ниже плато Тирр-Тирр содержат горячие источники.

## Эволюция
Намаруну был сформирован в основном в верхнем плиоцене, но часть появилась позже — в голоцене. Гора представляет собой вулканический щит, покрытый более поздними паразитными конусами и потоками лавы. Базальный трахит датируется примерно 6,8 млн лет назад, в то время как самые верхние базальты датируются примерно 500 тыс. лет назад. Большое количество базальта было отложено в рифтовой долине на севере, востоке и юге вулкана в результате излияния и взрывов в начале голоцена. Нарушенный конус, формирующий современную вершину горы, также извергал жидкие оливиновые базальты, последние извержения происходили не позже, чем около 3 тыс. лет назад в то время, когда озеро Сугута уже пересохло. Извержения могли происходить примерно в то же время, что и поздние извержения вулкана Барриер на севере.